# Ledsham (Cheshire)
Ledsham è un villaggio e parrocchia civile dell'Inghilterra, appartenente alla contea del Cheshire.